# Sikavan, Norrbotten
Sikavan är en sjö i Luleå kommun i Norrbotten och ingår i Alån-Rosåns kustområde.